# Byhleguhre-Byhlen
Byhleguhre-Byhlen (Nedersorbisch: Běła Góra-Bělin) is een gemeente in de Duitse deelstaat Brandenburg, en maakt deel uit van het Landkreis Dahme-Spreewald.
Byhleguhre-Byhlen telt 753 inwoners.